# NEOMA Business School
NEOMA Business School är en fransk och paneuropeisk handelshögskola (Grande École) som anses vara världens äldsta handelshögskola. NEOMA Business School verkar i Paris, Rouen och Reims.
År 2019 låg NEOMA Business School på 50 plats bland Financial Times rankinglista på europeiska handelshögskolor.
NEOMA är ackrediterat av handelskammaren i Paris och är en av de 76 handelshögskolorna i världen som har fått trippelackrediteringen av AACSB, EQUIS och AMBA. Bland skolans alumner finns framstående företagsledare och politiker, som till exempel Shi Weillang (VD för Huawei France) och Wilfried Guerrand (Hermès).